# Visconde de Landal
Título criado por D. Luís I de Portugal, por decreto de 22 de dezembro de 1887.
O primeiro Visconde adquiriu o Palácio da família Sousa Coutinho, em Santarém onde terá nascido Frei Luís de Sousa.  Este passou a chamar-se Palácio Landal. Foi Presidente da Câmara Municipal de Santarém entre 1862 e 1863.

## Titulares
1. Julião Casimiro Ferreira Jordão (1821-1908)
2. Jaime Peixoto da Silva Ferreira Jordão (1870-1943)

Após a implementação da República e o fim do sistema nobiliárquico, tornou-se pretendente ao título Maria do Carmo Pereira e Sousa Peixoto Ferreira Jordão (1906-1980). Representou o título sem, contudo, nunca ter requerido o seu reconhecimento ao Conselho de Nobreza, António de Sousa Vadre Castelino e Alvim. Atualmente, representa o título António Joaquim Vilar Castelino e Alvim.

## Localização
Do viscondado deLandal resta agora a pequena freguesia de Landal, localizada no extremo sul do concelho das Caldas da Rainha.